# Pierangelo Ferrari
Pierangelo Ferrari (Brescia, 6 gennaio 1951) è un politico italiano e docente di scuola superiore, deputato del Partito Democratico dal 2006 al 2013.

## Biografia
Si laurea in Lettere moderne presso l'Università statale di Milano nel 1975. È sposato e padre di una figlia.
Dopo una esperienza nel movimento dei Consigli di quartiere, si iscrive al Partito Comunista Italiano nei primi anni settanta. Nel PCI si occupa di corsi di formazione politica, di cultura e di politiche per la scuola e per l'università. Negli anni ottanta fa parte del Consiglio di amministrazione del Centro Teatrale Bresciano, un teatro a gestione pubblica, e viene eletto nel Consiglio provinciale di Brescia.
Nel 1990 viene eletto ultimo segretario del Partito Comunista Italiano di Brescia e l'anno successivo diventa il primo segretario provinciale del neonato Partito Democratico della Sinistra.
Da segretario, nel 1992, porta un ex PCI per la prima volta nella storia di Brescia, al governo della città con un sindaco PDS, Paolo Corsini.
Qualche mese dopo viene eletto segretario regionale della Lombardia ed entra nella Direzione nazionale del Partito Democratico della Sinistra.
Sempre nel 1992 gestisce l'operazione che porterà all'ingresso del PDS nella Giunta regionale (prima e unica volta della sinistra nella storia della Lombardia) e alla presidenza Ghilardotti (PDS).
Nel 1995 è eletto consigliere regionale nelle liste del Partito Democratico della Sinistra, capolista nella Circoscrizione di Milano.
Viene rieletto consigliere regionale nel 2000 con i DS, sempre come capolista nella Circoscrizione di Milano, e diventa presidente del gruppo consiliare dei Democratici di Sinistra. Nel 2005, terminati i due mandati in regione, torna per un anno all'insegnamento presso l'IT “Lunardi” di Brescia.
Nel 2006 è eletto deputato alla Camera nella lista de L'Ulivo, nella Circoscrizione Lombardia 2; è componente della I Commissione (Affari costituzionali) e membro indicato dal proprio gruppo nel Comitato per la legislazione (10 componenti, 5 di maggioranza e 5 di opposizione).
Nel 2008 viene rieletto alla Camera dei deputati nella lista del Partito Democratico, nella Circoscrizione Lombardia 2; è componente della I Commissione ([Affari costituzionali]) e membro della Commissione parlamentare per la semplificazione della legislazione. Termina la propria esperienza parlamentare nel 2013.